# Thierry Amiel
Thierry Amiel (ur. 18 października 1982 w Marsylii) – francuski piosenkarz. Finalista pierwszej edycji programu telewizyjnego Nouvelle Star (francuski odpowiednik Idola).

## Życiorys
Urodził się 18 października 1982 w Marsylii. W 2001, po przerwaniu studiów z psychologii, postanowił wziąć udział po raz pierwszy w castingu do telewizyjnego show Reve d'un soir, jednak bez powodzenia. Wprawdzie nie awansował do kolejnego etapu programu, jednak jego talent wokalny nie został niezauważony. Prezentacje Amiela zapamiętane zostały przez członków jury. Po kolejnych castingach i zajęciu drugiego miejsca w jednym z muzycznych reality show w 2003 wydał swój pierwszy singiel "Les mots blues" (tłum. niebieskie słowa) – remake znanego standardu Christophe'a. Następnie jego pierwszy album "Paradoxes", częściowo napisany przez Lionela Florence'a (członka jury popularnego muzycznego programu Nouvelle Star, francuskiego odpowiednika Idola) uplasował się na trzecim miejscu wśród najlepiej sprzedających się płyt już w tydzień po swojej premierze. W 2004 Amiel udał się w pierwszą francuską trasę koncertową. Jego drugi album zatytułowany "Thierry Amiel" przyniósł piosenkarzowi popularność. Po ukazaniu się we Francji 20 listopada 2006 z miejsca trafił na szczyt listy przebojów, sprzedany w blisko 200 000 egzemplarzach. Następnie artysta wydał singiel "Cœur sacré". We wrześniu 2007 Amiel wystąpił na Sopot Festival 2007. W rywalizacji o Bursztynowego Słowika z utworem "Cœur sacré" zajął siódme miejsce. 25 maja 2010 odbyła się premiera jego trzeciego albumu "Où vont les histoires?".

## Dyskografia

### Albumy
- 2003: Paradoxes
- 2006: Thierry Amiel
- 2010: Ou vont les histoires

### Single
- 2003: Les mots bleus
- 2003: Je regarde là-haut
- 2004: Un jour arrive
- 2006: Cœur sacré
- 2007: De là-haut
- 2009: Ou vont les histoires
- 2010: Ce'lui qui